# Rotture di riso
Le rotture di riso sono una specificazione di riso costituita da chicchi che si sono spezzati o frantumati durante la lavorazione o il trasporto. Le rotture di riso vengono selezionate meccanicamente tramite setacci e separate dai chicchi interi. Si tratta di un prodotto più economico del riso intero e, grazie al fatto che molti dei chicchi frantumati sono poco raffinati, dall'elevato potere nutritivo. Le rotture di riso possono essere utilizzate dalle industrie di trasformazione per la produzione di prodotti soffiati, estrusi, alimenti per l'infanzia, birra, amido e cereali da prima colazione. Sono ampiamente consumate in Asia e in Africa (Benin, Senegal, Togo e Mali sono i maggiori importatori, soprattutto dall'India), per esempio nel piatto vietnamita com tâm (rotture di riso con carne di maiale al vapore e uovo fritto).